# 1940 en architecture
| Années de l'architecture : 1937 - 1938 - 1939 - 1940 - 1941 - 1942 - 1943    |
| Décennies de l'architecture : 1910 - 1920 - 1930 - 1940 - 1950 - 1960 - 1970 |

Cet article présente les faits marquants de l'année 1940 en architecture.

## Réalisations
- x

## Récompenses
- x

## Naissances
- 14 janvier : Helmut Jahn.
- 24 juin : Claude Vasconi († 8 décembre 2009).
- Lebbeus Woods.
- Date précise inconnue ou non renseignée :
  - Manuel de las Casas, architecte espagnol, mort le 8 février 2014.

## Décès
- 27 février : Peter Behrens (° 14 avril 1868).
- 28 août : Aaron Messiah (° 16 avril 1858).
- 20 octobre : Gunnar Asplund (° 22 septembre 1885).
- 16 novembre : Gustave Umbdenstock (° 24 décembre 1866).
- Ernest Jaspar (° 1876).
- Émile Lambot (° 1869).